# Winfried Junge
Pour les articles homonymes, voir Junge.
Winfried Junge, né à Berlin (Allemagne) le 19 juillet 1935, est un cinéaste documentariste allemand connu en particulier pour son projet à long terme Die Kinder von Golzow, le plus long documentaire de l'histoire du cinéma.